# Artemisia argyrophylla
Artemisia argyrophylla — вид квіткових рослин з родини айстрових (Asteraceae). Поширення: південно-західний Сибір, Монголія, північний Китай. Населяє степи, сухі місцевості, пагорби.

## Біоморфологічна характеристика
Це напівкущик або багаторічна трав'яниста рослина заввишки 30–50 см, ± дерев'яниста біля основи, густо сріблясто або сиво запушена. Нижнє та середнє стеблове листя на ніжці 5–10 мм; листова пластинка оберненояйцеподібно-еліптична або еліптична, 0.5–0.8 × 0.5–0.8 см, 1- або 2-перисторозсічена; сегменти 2 або 3 пари, дистальні частки 2–4-лопатеві; частки еліптичні або еліптично-ланцетні, 2–4 × 0.5–1.5 мм, відігнуті або плоскі, верхівка тупа. Найбільш верхнє листя та листоподібні приквітки перисторозсічені. Синцвіття — дещо широка волоть. Квіткові голови сидячі або коротко ніжкові, вигнуті. Обгортка майже куляста або майже яйцеподібно-дзвончаста, 4–7 мм у діаметрі. Крайових жіночих квіточок 5–10; відгин віночка пурпуровий або жовтий, біло запушений. Дискових квіточок 20–40, двостатеві. Сім'янка довгаста або оберненояйцеподібно-довгаста, з верхівковим вінцем або без нього. Цвітіння та плодіння: липень — жовтень.